# 時／空
《時》和《空》是英國科幻電視劇神秘博士的迷你劇集。這兩集作為英國廣播公司第一台喜劇救濟的紅鼻日募捐活動的一部份，於2011年3月18日首播。本兩集由本電視劇的主編兼執行製片人史蒂芬·莫法特編劇，並由導演理查‧西尼爾執導。
這一個故事由兩集組成，劇情完全設定在時光機TARDIS中，由馬特·史密斯、凯伦·吉兰和阿瑟·达维尔主演，分別飾演第十一任博士、艾米‧龐德和羅里‧威廉斯。羅里在幫博士修TARDIS時，透過TARDIS的玻璃地板看到艾米的裙子而分心，不小心將熱感應器掉了滿地，使TARDIS在其本身之內出現，讓三人卡在「空間循環」的窘境中。
《時》和《空》花了兩天跟第六季的DVD特輯夜晚與博士中的《惡夜》和《晚安》橋段同時拍攝。本兩集是為了讓觀眾知道在TARDIS中生活是什麼樣子。在同一個角色未來的自己和本人同時出現時，劇組用了多位替身和特效。這兩集的評價褒貶不一，評論多數抨擊劇中部份橋段用性別主義來達成搞笑的效果。